# Дендерта (балка, приток Улан-Зухи)
Дендерта (калм. Дендртә) — балка и протекающей в ней пересыхающий водоток в Ики-Бурульском районе Калмыкии, левый приток балки Улан-Зуха. Берёт начало слиянием балок Чилюта и Гашун-Сала примерно в 11 километрах к югу от посёлка Ики-Бурул. Течёт преимущественно с юго-востока на северо-запад.

## Этимология
Слово калм. дендр является существительным со значениями «костер», «земляное возвышение (на котором разводят костер)». Частица калм. тә является окончанием совместного падежа

## Данные водного реестра
По данным государственного водного реестра России относится к Донскому бассейновому округу, водохозяйственный участок реки — Маныч от истока до Пролетарского гидроузла, без рек Калаус и Егорлык, речной подбассейн реки — бассейн притоков Дона ниже впадения Северского Донца. Речной бассейн реки — Дон (российская часть бассейна).
Код объекта в государственном водном реестре — 05010500712507000016290.

## Бассейн
- Дендерта
  - балка Чонин-Сала (впадает справа[2])